# کئرجنگ
کئرجنگ (به لوکزامبورگی: Käerjeng) یک شهرداری در استان کاپلن کشور لوکزامبورگ است که ۳۳٫۵۶ کیلومترمربع مساحت دارد و جمعیت آن در سال ۲۰۰۹ میلادی ۹۴۸۶ نفر بوده‌است.